# Andreas Behr (Wirtschaftswissenschaftler)
Andreas Behr (* 1967 in Offenbach am Main) ist ein deutscher Wirtschaftswissenschaftler und Statistiker.

## Leben und Wirken
Andreas Behr wurde 1967 in Offenbach am Main geboren. Nach dem Abitur 1987 an der Rudolf-Koch-Schule in Offenbach sowie der Ableistung des Zivildienstes absolvierte er von 1988 bis 1993 an der Johann Wolfgang Goethe-Universität in Frankfurt am Main ein Studium der Volkswirtschaft, welches er als Diplom-Volkswirt abschloss. 1990 bis 1991 studierte er zwei Semester an der University of Southampton. 1994 bis 1995 studierte er ebenfalls in Frankfurt Betriebswirtschaftslehre mit Abschluss zum Diplom-Kaufmann. Daneben war er von 1994 bis 1998 wissenschaftlicher Mitarbeiter am Institut für Statistik und Mathematik bei Werner Neubauer. 1998 wurde er mit der Dissertation Der intra-industrielle Außenhandel Deutschlands  zum Dr. rer. pol. promoviert, für die er den Dissertationspreis der IHK Frankfurt am Main erhielt.
1999 hielt sich Behr für einen dreimonatigen Forschungsaufenthalt an der Universität Kyūshū, Japan auf.
Er habilitierte sich 2003 mit der Arbeit Investment and Liquidity Constraints. Von 2003 bis 2009 war er Akademischer Rat am Institut für Ökonometrie und Wirtschaftsstatistik der Westfälischen Wilhelms-Universität in Münster. Seit 2009 ist Behr Professor für Volkswirtschaftslehre, insbesondere Statistik an der Universität Duisburg-Essen. Seine Forschungsgebiete sind Determinanten der Investitionstätigkeit, vergleichende Analysen von Lohn- und Einkommensverteilungen sowie Analysemethoden bei fehlenden Werten.

## Schriften (Auswahl)
- Der intraindustrielle Außenhandel Deutschlands. Duncker & Humblot, Berlin 1998, zugleich Dissertation, ISBN 3-428-09533-2
- Investment and liquidity constraints – empirical evidence for Germany. Deutscher Universitäts-Verlag, Wiesbaden 2003, zugleich Habilitationsschrift, ISBN 3-8244-9127-3
- Einführung in die Statistik mit R. Verlag Franz Vahlen, München 2011, ISBN 978-3-8006-3599-3
- Wirtschafts- und Bevölkerungsstatistik. UVK Verlagsgesellschaft, Konstanz 2013, ISBN 978-3-8252-3679-3
- Rechtsanwalts- und Notarfachangestellte. Verlag Europa-Lehrmittel Nourney, Vollmer, 2015, DNB 1075939186